# Зайнсфельд
Зайнсфельд (нем. Seinsfeld) — община в Германии, в земле Рейнланд-Пфальц. 
Входит в состав района Айфель-Битбург-Прюм. Подчиняется управлению Кильбург.  Население составляет 169 человек (на 31 декабря 2010 года). Занимает площадь 6,71 км².